# 이리나 빌리크

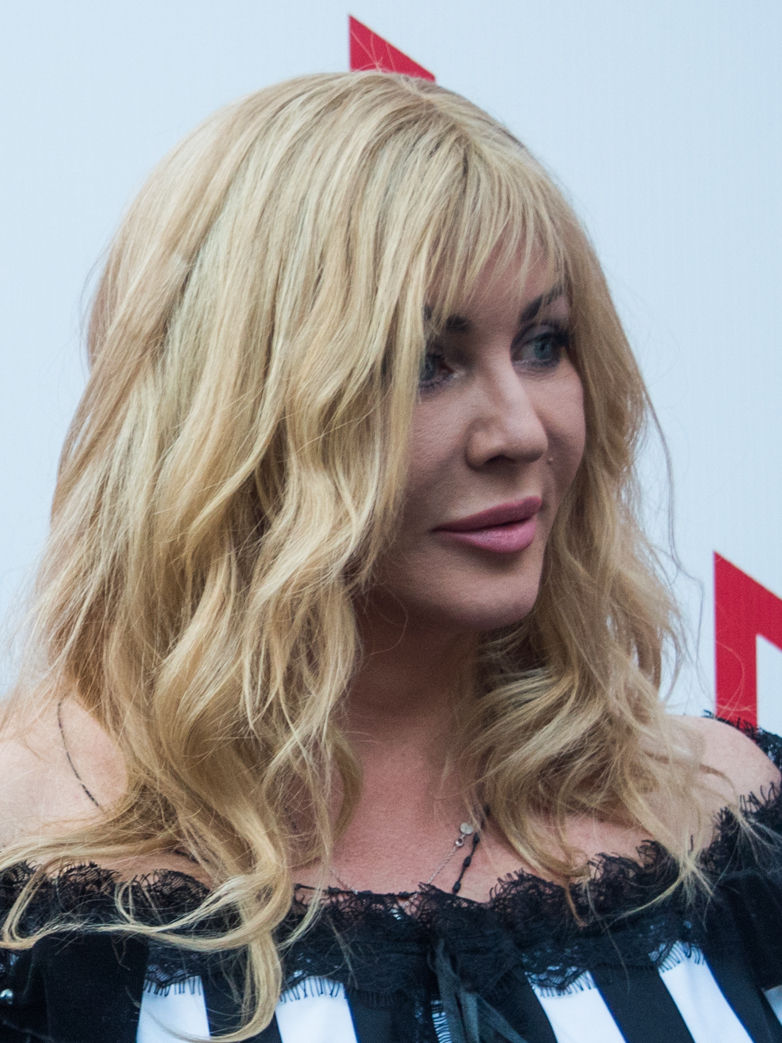

이리나 미콜라이브나 빌리크(Ірина Миколаївна Білик, 1970년 4월 6일 ~ )는 우크라이나의 싱어송라이터이다.
10세에 첫 곡을 썼다. 1995년 미국 대통령 빌 클린턴을 위해 공연했다. 12개의 음반을 제작했는데 그 중 러시아어로 여러 곡을, 폴란드어로 한 곡이며 그 외 수많은 비디오 클립을 제작하고 음악 산업에서 계속해서 활발히 활동하고 있다.

## 디스코그래피
음반
- Kuvala zozulia (1990)
- Ya rozkazhu (1994)
- Nova (1995)
- Tak prosto (1996)
- Farby (1997)
- OMA (2000)
- Biłyk (2002)
- Kraina (2003)
- Lyubov. Yad (2004)
- Na bis (2008)
- Rassvet (2014)
- Bez grima (2017)

싱글
- "Ne khovay ochey" (2018)